# Ajima Naonobu
Pour les articles homonymes, voir Naonobu.
Ajima Naonobu (安岛 直円), connu également sous le nom de Ajima Chokuyen, né en 1732 et mort le 14 novembre 1798, est un mathématicien et astronome japonais de l'époque d'Edo. Il développa, à partir de l'algèbre et de la géométrie, le calcul infinitésimal.
Ajima Naonobu était également un astronome à l'Observatoire de Shogun (Bakufu Temmongaki). Il étudia les éclipses ainsi que le calcul calendaire (Cycle solaire calendaire).
En 1976, l'Union astronomique internationale honora la personnalité Ajima Naonobu par l'identification d'un cratère sur la Lune avec son nom. Naonobu est un petit cratère d'impact situé sur l'est de la Mare Fecunditatis, au nord-ouest du proéminent cratère Langrenus.

## Sources
- Endō Toshisada (1896). History of mathematics in Japan (日本數學史, Nihon sūgakushi?). Tōkyō: _____. OCLC 122770600
- Oya, Shin'ichi. (1970). "Ajima Naonobu" , Dictionary of Scientific Biography, Vol. 1. New York: Charles Scribner's Sons.  (ISBN 978-0-684-10114-9)
- Restivo, Sal P. (1992). Mathematics in Society and History: Sociological Inquiries. Dordrecht: Kluwer Academic Publishers.  (ISBN 978-0-7923-1765-4 et 978-0-7923-1765-4); OCLC 25709270
- David Eugene Smith et Yoshio Mikami. (1914). A History of Japanese Mathematics. Chicago: Open Court Publishing. OCLC 1515528